# Гравець року ФІФА 1998
«Гравець року ФІФА» за підсумками 1998 року був оголошений 1 лютого 1999 року на урочистому заході в національному театрі Каталонії «Teatre Nacional de Catalunya» (Барселона). Це було восьме нагородження трофеєм «Гравець року ФІФА», започаткованого ФІФА у 1991 році. Лауреатом нагороди вперше став французький півзахисник італійського клубу «Ювентус» Зінедін Зідан, автор двох голів у фінальному матчі чемпіонату світу з футболу 1998 року, у якому Франція перемогла Бразилію з рахунком 3–0.
Переможець визначався за підсумками голосування серед 129 тренерів національних команд світу. Кожен із тренерів визначав трійку найкращих футболістів, окрім співвітчизників. Перше місце оцінювалось у п'ять балів, друге — три бали, третє місце — 1 бал.

## Підсумки голосування
| №  | Гравець            | Клуб(и)     | Країна     | Очки |
| -- | ------------------ | ----------- | ---------- | ---- |
| 1  | Зінедін Зідан      | Ювентус     | Франція    | 518  |
| 2  | Роналду            | Інтер       | Бразилія   | 164  |
| 3  | Давор Шукер        | Реал        | Хорватія   | 108  |
| 4  | Майкл Оуен         | Ліверпуль   | Англія     | 43   |
| 5  | Габрієль Батістута | Фіорентіна  | Аргентина  | 40   |
| 6  | Рівалдо            | Барселона   | Бразилія   | 37   |
| 7  | Денніс Бергкамп    | Арсенал     | Нідерланди | 33   |
| 8  | Едгар Давідс       | Ювентус     | Нідерланди | 26   |
| 9  | Марсель Десаї      | Мілан Чеслі | Франція    | 23   |
| 10 | Ліліан Тюрам       | Парма       | Франція    | 14   |